# Davidson (Oklahoma)
Davidson is een plaats (town) in de Amerikaanse staat Oklahoma, en valt bestuurlijk gezien onder Tillman County.

## Demografie
Bij de volkstelling in 2000 werd het aantal inwoners vastgesteld op 375.
In 2006 is het aantal inwoners door het United States Census Bureau geschat op 344, een daling van 31 (-8,3%).

## Geografie
Volgens het United States Census Bureau beslaat de plaats een oppervlakte van
1,2 km², geheel bestaande uit land. Davidson ligt op ongeveer 356 m boven zeeniveau.

## Plaatsen in de nabije omgeving
De onderstaande figuur toont nabijgelegen plaatsen in een straal van 32 km rond Davidson.